# أرقام (مسلسل كوري جنوبي)
ارقام (بالكورية: 넘버스)؛ هو مسلسل تلفزيوني كوري جنوبي، من بطولة كيم ميونغ سو، تشوي جين هيوك، تشوي مين سو، ايون وو. عرض على قناة إم بي سي في 23 يونيو الى 29 يوليو 2023، تم بثه يومي الجمعة والسبت.

## القصة
يروي المسلسل القصص المختلفة التي تتكشف داخل شركة محاسبة مالية، تدور أحداثها حول محاسب حاصل على شهادة الثانوية العامة، يحارب الظلم من أجل العدالة في أحدى أكبر شركات المحاسبة في كوريا.

## الطاقم

### رئيسي
- كيم ميونغ-سو في دور جانغ ها-وو: المحاسب الأول والوحيد الذي تلقى تعليمه في المدرسة الثانوية والذي ينضم إلى شركة تاي ال شركة محاسبة، إحدى شركات المحاسبة المالية الأربع الكبرى في البلاد.[7]
- تشوي جين هيوك في دور هان سيونغ-جو: محاسب وهو الابن الوحيد لنائب رئيس مكتب شركة تاي ال.[7]
- تشوي مين-سو في دور هان جي-جيون: والد سيونغ-جو وهو نائب رئيس تاي ايل.[8]
- ايون وو في دور جين ايون-اه: مساعد أول في مكتب شركة تاي ايل.[8]

### أخروون
- لي سونغ يول في دور شيم هيونغ وو[9]
- باي هاي-سون في دور آهن سونغ يون[10]
- كيم يوو-ري في دور جانغ جي سو[11]
- بارك هوان-هي في دور سون هاي وون[12]

## المشاهدات
| الموسم | الموسم | رقم الحلقة | رقم الحلقة | رقم الحلقة | رقم الحلقة | رقم الحلقة | رقم الحلقة | رقم الحلقة | رقم الحلقة | رقم الحلقة | رقم الحلقة | رقم الحلقة | رقم الحلقة | المتوسط |
| الموسم | الموسم | 1          | 2          | 3          | 4          | 5          | 6          | 7          | 8          | 9          | 10         | 11         | 12         | المتوسط |
| ------ | ------ | ---------- | ---------- | ---------- | ---------- | ---------- | ---------- | ---------- | ---------- | ---------- | ---------- | ---------- | ---------- | ------- |
|        | 1      | 735        | 651        | 763        | 569        | 661        | غ/م        | غ/م        | غ/م        | 567        | غ/م        | 512        | غ/م        | N/A     |

| الحلقات | تاريخ البث    | تقييمات "نيلسن كوريا" | تقييمات "نيلسن كوريا" |
| الحلقات | تاريخ البث    | على الصعيد الوطني     | سيئول                 |
| ------- | ------------- | --------------------- | --------------------- |
| 1       | 23 يونيو 2023 | 4.4%                  | 4.4%                  |
| 2       | 24 يونيو 2023 | 4.0%                  | 4.0%                  |
| 3       | 30 يونيو 2023 | 4.7%                  | 4.4%                  |
| 4       | 1 يوليو 2023  | 3.2%                  | 3.0%                  |
| 5       | 7 يوليو 2023  | 3.8%                  | 3.6%                  |
| 6       | 8 يوليو 2023  | 3.2%                  | 3.2%                  |
| 7       | 14 يوليو 2023 | 3.0%                  | غ/م                   |
| 8       | 15 يوليو 2023 | 2.8%                  | غ/م                   |
| 9       | 21 يوليو 2023 | 3.3%                  | 3.1%                  |
| 10      | 22 يوليو 2023 | 2.4%                  | غ/م                   |
| 11      | 28 يوليو 2023 | 3.0%                  | 3.0%                  |
| 12      | 29 يوليو 2023 | 2.4%                  | غ/م                   |
| متوسط   | متوسط         | 3.4%                  | _                     |

## روابط خارجية
- الموقع الرسمي
 (بالكورية)
- أرقام على موقع IMDb (الإنجليزية)
- أرقام على موقع نتفليكس (الإنجليزية)
- أرقام على موقع قاعدة بيانات الفيلم (الإنجليزية)
- أرقام على هانسينما